# Stazione di Cividate al Piano-Calcio
La stazione di Cividate al Piano-Calcio (fino al 2022, stazione di Calcio) è una fermata ferroviaria posta sulla linea Milano-Brescia a servizio dei comuni di Cividate al Piano, dove è ubicata, e Calcio.

## Storia
Con la denominazione di Calcio, la stazione fu istituita il 5 marzo 1878, all'apertura della tratta della ferrovia Milano-Venezia che collegava direttamente Treviglio a Rovato.
Fu trasformata in fermata il 14 dicembre 2008, quando furono soppressi il secondo binario centrale, gli apparati di sicurezza e gli scambi.
L'11 dicembre 2022, RFI cambiò la denominazione in Cividate al Piano-Calcio.

## Movimento
La fermata è servita dai treni regionali della relazione Milano Greco Pirelli-Brescia, eserciti da Trenord e cadenzati a frequenza oraria.